# پکتونویل (مریلند)
پکتونویل (به انگلیسی: Pecktonville) شهری در ایالت مریلند کشور ایالات متحده آمریکا است که جمعیت آن در سرشماری سال ۲۰۱۰ میلادی، ۱۶۷ نفر بوده‌است.